# Форрер, Ремо
Ремо Форрер (нем. Remo Forrer, род. 8 сентября 2001 г. в Хемберге, Швейцария) — швейцарский певец.

## Биография
Ремо Форрер родился в Хемберге, в кантоне Санкт-Галлен. 
У Ремо был интерес к музыке с раннего детства, что привело к тому, что он научился играть на флейте, аккордеоне и, в конце концов, на фортепиано, на котором он сам научился играть на слух. Также он умеет играть на гитаре.
Ремо прошел стажировку в качестве специалиста по розничной торговле в магазине спортивных товаров.

## Карьера
Он выиграл третий сезон телевизионного шоу талантов The Voice of Switzerland («Голос Швейцарии») в апреле 2020 года, а также участвовал в выпуске немецкой версии телевизионного шоу талантов I Can See Your Voice («Я слышу твой голос»), где тоже одержал победу. Также Ремо представлял Швейцарию на конкурсе песни Евровидение 2023 с песней «Watergun» («Водяной пистолет»), занял 20 место.

### 2019—2022:The Voice of SwitzerlandиI Can See Your Voice
В ноябре 2019 года Форрер прошёл прослушивание в третьем сезоне The Voice of Switzerland с песней Льюиса Капальди «Someone You Loved». К нему по очереди повернулись все четыре наставника, и он присоединился к команде Ноа Верагута. Форрер выиграл сезон 6 апреля 2020 года.
| Раунд                | Песня                  | Оригинальный артист(ы) | Баллы                                                               |
| -------------------- | ---------------------- | ---------------------- | ------------------------------------------------------------------- |
| Слепые прослушивания | «Someone You Loved»    | Льюис Капальди         | Повернулись четыре наставника, присоединился к команде Ноа Верагута |
| Поединки             | «Say You Won't Let Go» | Джеймс Артур           | Победил Дезире Роденас Васкес                                       |
| Песня на вылет       | «Someone You Loved»    | Льюис Капальди         |                                                                     |
| Финал                | «Sign of the Times»    | Гарри Стайлз           |                                                                     |

### 2023: конкурс песни Евровидение
20 февраля 2023 года швейцарская телекомпания SRG объявила Ремо Форрера представителем Швейцарию на конкурсе песни Евровидение 2023. Его конкурсная песня «Watergun» была выпущена 7 марта.